# Traktat pozwolski

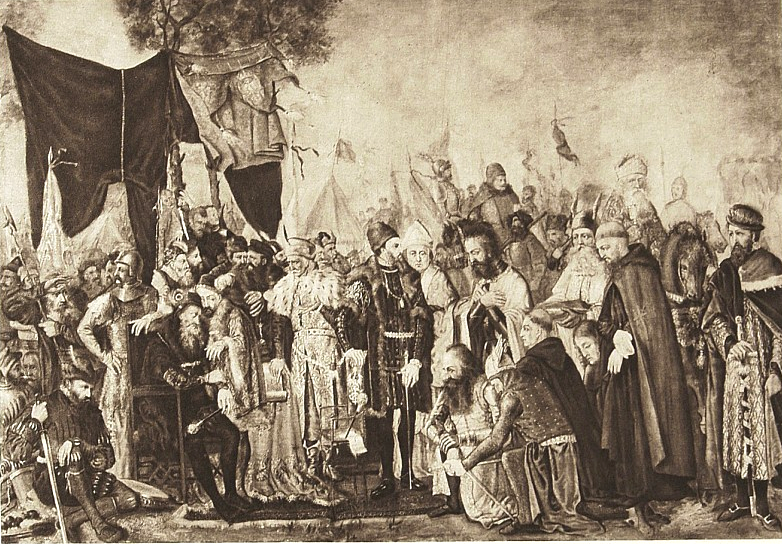
Hołd lenny zakonu inflanckiego przed królem Zygmuntem II Augustem w Pozwolu w 1557, według Maurycego Gottlieba

Traktat pozwolski został zawarty w Pozwolu 14 września 1557 pomiędzy królem Polski Zygmuntem II Augustem i mistrzem krajowym Inflant zakonu krzyżackiego Johannem Wilhelmem Fürstenbergiem. Traktat ten, przyjęty wraz z hołdem lennym Fürstenberga, stanowił o nadaniu głównych praw handlowych (dla unii polsko-litewskiej) na terenie Inflant a nadto miał wymowę antymoskiewską, ze względu na ekspansywną politykę cara Iwana Groźnego.
Car, dążąc do opanowania wybrzeża Bałtyku, postanowił uderzyć na Inflanty (wojna litewsko-moskiewska).